# آدلی استیونسن سوم
آدلی استیونسن سوم (به انگلیسی: Adlai Stevenson III) سیاست‌مدار آمریکایی از حزب دموکرات (ایالات متحده آمریکا) سناتور سابق  و نماینده ایالت ایلینوی  از ۱۹۷۰ تا ۱۹۸۱ در  مجلس سنای ایالات متحده آمریکا بود.

## مرگ
استیونسن در ۶ سپتامبر ۲۰۲۱در خانه‌اش در شیکاگو در سن ۹۰ سالگی بر اثر عوارض بیماری بدن لوئی درگذشت. 